# Max et les ferrailleurs
Max et les ferrailleurs is een Frans-Italiaanse film uit 1971 van regisseur Claude Sautet met in de hoofdrollen Michel Piccoli en Romy Schneider.  
De film gaat over een politieman die, uit frustratie over de slecht functionerende Franse justitie waarbij criminelen steeds de dans ontspringen, onorthodoxe middelen gaat inzetten. Hij zet een val en lokt een bankroof uit. De film is gebaseerd op de gelijknamige roman van Claude Néron.

## Verhaal
Max is afkomstig van een rijke familie van wijnbouwers en hoeft zich geen zorgen te maken over geld. Hij kan zich volledig richten op zijn grote ambitie: het oppakken van misdadigers. Aanvankelijk bestrijdt hij de misdaad als rechter-commissaris, maar hij is afgetreden omdat hij ontgoocheld is geraakt omdat criminelen steeds de dans lijken te ontspringen voornamelijk omdat de traditionele opsporingsmethoden falen. Als inspecteur van politie jaagt hij opnieuw op criminelen en ook nu ziet hij weer een bende inbrekers aan de justitie ontsnappen. Om zijn reputatie als politieman te redden, besluit hij om op onorthodoxe wijze op te treden. Al een tijdje heeft hij het plan om de bende van Abel in de val te lokken. Abel is een oude bekende van Max uit de tijd dat ze in het leger dienden. De dekmantel van Abel is een schroothandel. Samen met zijn 'medewerkers', in werkelijkheid een groep criminelen, berooft hij bouwbedrijven. Het frustreert Max bovenmatig dat hij geen bewijzen heeft om Abel op te pakken. Hij wil Abel in de val lokken door hem een bank te laten overvallen die door de politie in de gaten wordt gehouden. Inmiddels weet Max dat hij Abel het beste kan benaderen via zijn vriendin Lily, een uit Duitsland afkomstige prostituee. Max gaat met Lily uit en doet zich voor als een rijke bankier die het geld laat rollen. Hij vertelt Lily dat er binnenkort veel geld in zijn bankfiliaal aanwezig zal zijn voor het uitbetalen van lonen. Hij hoopt dat Lily alles aan Abel zal vertellen en dat zijn bende het filiaal zal overvallen. De politie zal dan verdekt opgesteld staan om Abels mannen op heterdaad te betrappen. Via zijn superieur, de commissaris en hoofdinspecteur Rosinsky, krijgt Max inlichtingen over de bende. Rosinsky, die het overigens niet eens is met de methodes van Max, heeft iemand in de bende laten infiltreren. Uiteindelijk slaagt de opzet van Max: de val wordt gezet en de bende wordt gearresteerd. Later op het politiebureau zegt Rosinsky tegen Max dat die ook verantwoordelijk is voor de misdaad en dat hij, als hij geen bewijzen tegen Max kan vinden, Lily zal aanklagen. Max, die inmiddels verliefd op Lily is geworden, probeert Rosinsky ervan te overtuigen dat hij zich vergist. Ten slotte trekt Max radeloos zijn revolver en schiet Rosinsky neer. Uiteindelijk is Max nu dus zelf een crimineel geworden.

## Rolverdeling
| Acteur             | Personage      |
| ------------------ | -------------- |
| Michel Piccoli     | Max            |
| Romy Schneider     | Lily           |
| Georges Wilson     | de Commissaris |
| Bernard Fresson    | Abel Maresco   |
| François Périer    | Rosinsky       |
| Boby Lapointe      | P'tit Lu       |
| Michel Creton      | Robert Saidani |
| Henri-Jacques Huet | Dromadaire     |
| Jacques Canselier  | Jean-Jean      |
| Alain Grellier     | Guy Laronget   |
| Maurice Auzel      | Tony           |
| Philippe Léotard   | Losfeld        |

## Achtergrond
Max et les ferrailleurs is geen doorsnee-policier, een genre dat in Frankrijk tussen 1965 en 1980 erg populair was. Regisseur Sautet maakt wel gebruik van alle klassieke elementen van de policier, zoals de eenzelvige politieman, de listige schurk en zijn bende nietsontziende criminelen, de bankoverval en het mooie, verleidelijke vriendinnetje van de schurk, maar zijn film slaat wel een nieuwe richting in. Sautet maakt van Max et les ferrailleurs een studie in manipulatie. Het is een film noir geworden waarin de regisseur de duistere kant van het leven benadrukt: niemand is te vertrouwen, iedereen speelt dubbelspel. De politieke schandalen die Frankrijk in de jaren zestig teisterden, vormen de achtergrond van deze sombere visie. Corruptie en dubbelspel is de nieuwe norm. In de traditionele policier is duidelijk wie de crimineel is en wie de politieman. De crimineel is slecht en loopt tegen de lamp, de politieman is goed en overwint. Bij Sautet en ook bij regisseur Jean-Pierre Melville (Le Doulos, Le Samouraï, Le Deuxième souffle) is die vertrouwde rolverdeling verdwenen. De politieman leeft op de scheidslijn van goed en slecht en lijkt ten onder te gaan aan machtsmisbruik en corruptie. Sautet richt zijn film op de ontwikkeling van de relatie tussen Max en Lily. Max is een eenzelvig mens, een rijke politieman die kan doen en laat wat hij wil. Lily is een egoïstisch mens, alleen gericht op zelfverrijking en met een minachting voor mannen. Naarmate de film vordert wordt duidelijk dat beide personages meer gemeen hebben dan op het eerste gezicht lijkt. Ze hebben allebei dezelfde bourgeois achtergrond, die ze verloochenen en een obsessie die ze fataal wordt. Max wil de misdaad met wortel en taak uitroeien en daarbij optreden als politieman, rechter en beul, terwijl Lily alleen maar kan denken aan geld. Ze lijken voor elkaar gemaakt en worden dan ook hopeloos verliefd. De relatie is gedoemd, evenals de geliefden zelf. 